# JR 노에역
JR 노에 역(일본어: JR野江駅, ジェイアールのええき)은 일본 오사카부 오사카시 조토구에 위치한 서일본 여객철도 오사카히가시 선의 역이다. 역 번호는 JR-F06이다.

## 역 구조
상대식 승강장 2면 2선의 고가역으로, 8량 편성으로 설계되었다. 상행선 쪽은 6량 편성으로 설계되었다. 각 승강장에 엘리베이터가 1기, 에스컬레이터는 각 승강장에 상하로 2기씩 총 4기가 설치되어 있다.
하나텐역이 관리하는 JR 서일본 교통 서비스에 의한 업무 위탁역으로, 일부 시간대는 무인으로 운영된다. 이에 따라 개찰기, 매표기, 정산기 부근에는 인터폰이 있고, 무인시간대에는 콜센터 운영자가 대응하여 각종 기기를 원격 제어하고 있다.

### 승강장
| 1 | ■ 오사카히가시 선 | 신오사카 방면         |
| 2 | ■ 오사카히가시 선 | 신오사카・규호지 방면 |

## 역사
- 2018년 7월 24일: 역명이 "JR 노에역"으로 결정. 초기 역명은 "'노에역'"이었지만 환승역인 게이한 전기철도의 노에역과 구별하기 위하여 'JR'을 붙이게 되었다.
- 2019년 3월 16일: 오사카히가시 선 전 구간 개통에 따라 영업 개시.

## 사진

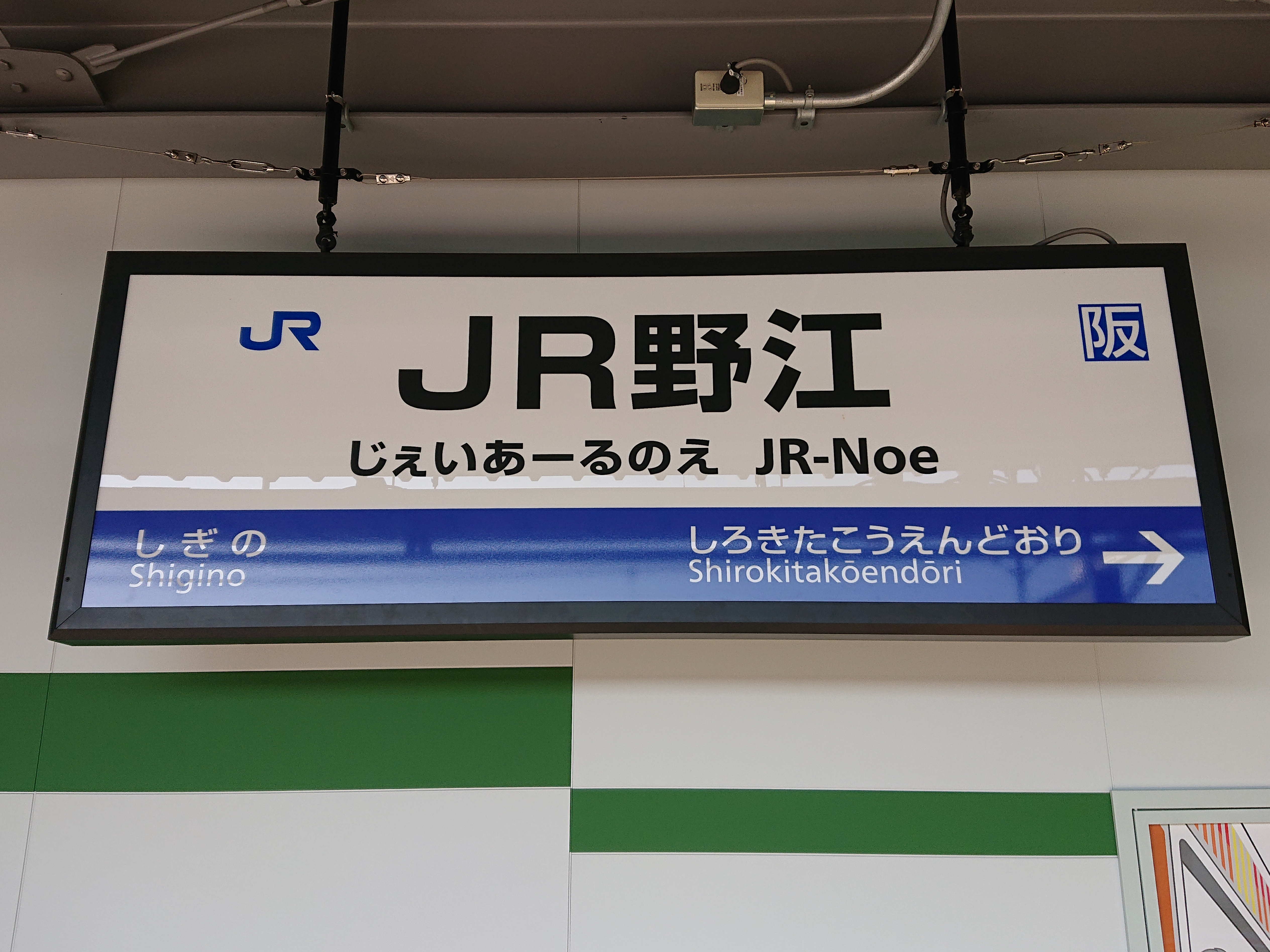
상행 방향 역명판

## 같이 보기
- 노에우친다이역
- 노에역

| 서일본 여객철도 오사카히가시 선 | 서일본 여객철도 오사카히가시 선 | 서일본 여객철도 오사카히가시 선 |
| ------------------------------- | ------------------------------- | ------------------------------- |
| 시로키타코엔도리 신오사카 방면  | ■ 오사카히가시 선 보통          | 시기노 규호지 방면              |